# ベイジェリンキア属
ベイジェリンキア属はベイジェリンキア科の基準属で、グラム陰性好気性桿菌。周鞭毛を持ち運動するものと、非運動性の種がある。また、莢膜の中に複数の菌体が含まれて生活することがある。基準種はベイジェリンキア・インディカ。名称はマルティヌス・ベイエリンクに因む。GC含量は55から61。
土壌や葉圏に生息し、分子窒素を主な窒素源として利用する、非共生的窒素固定細菌である。炭素源にはブドウ糖や果糖、蔗糖を用いる。色素を生産するため、シャーレで培養を行うと赤みかがったコロニーを形成する。